# Denis Onyango
Denis Onyango   (Kampala, 15 de maig de 1985) és un exfutbolista ugandès de la dècada de 2000.
Fou internacional amb la selecció de futbol d'Uganda.
Pel que fa a clubs, destacà a Mamelodi Sundowns.